# فيكتور أباكوموف
فيكتور سيميونوفيتش أباكوموف (24 أبريل، 1908 حتى 19 ديسمبر، 1954). عمل كمسؤول أمن سوفيتي رفيع المستوى بين عامي 1943 و1946؛ حيث ترأس منظمة المخابرات السوفيتية «سميرش» في مفوضية الدفاع الشعبي للاتحاد السوفيتي (وزارة الدفاع في الاتحاد السوفيتي)؛ كما ترأس بين عامي 1946 و1951 وزارة أمن الدولة (المعروفة سابقاً باسم مفوضية الشعب لأمن الدولة).
أقيل من منصبه واعتُقل في عام 1951 بناءً على تهم ملفّقة له متعلقة بعدم التحقيق في مؤامرة الأطباء. حوكم أباكوموف بعد وفاة جوزيف ستالين بتهمة افتعال قضية لينينغراد. حُكم عليه لاحقاً بالإعدام، وأُعدم في عام 1954.
كان أباكوموف مسؤولاً معروفاً بوحشيته، حيث قام بتعذيب السجناء بنفسه.

## النشأة والمسيرة المهنية
كان أباكوموف روسي الأصل. حيث أشار بحث أكاديمي حديث إلى أنه ولد في موسكو، على الرغم مما قيل سابقاً حول كونه من منطقة دون كوساك في جنوب جنوب روسيا. كان والده عاملاً غير ماهر في حين عملت والدته كممرضة.
انضم أباكوموف في مراهقته إلى الجيش الأحمر في ربيع عام 1922 حيث خدم مع لواء موسكو الخاص في الحرب الأهلية الروسية حتى تم تسريحه في ديسمبر من عام 1923. انضم لاحقاً إلى اتحاد منظمات الشباب السوفيتي، وأصبح عضواً مرشحاً في الحزب الشيوعي في عام 1930؛ عمل في مفوضية الإمدادات الشعبية حتى عام 1932، في الوقت الذي كان فيه مسؤولاً عن القسم العسكري في اتحاد منظمات الشباب السوفيتي في منطقة موسكو أيضاً. في أوائل عام 1932، أوصى به الحزب للانضمام إلى خدمات الأمن (الإدارة السياسية المشتركة للدولة)، عُيَّن في الإدارة الاقتصادية وربما في إدارة التحقيقات.
فُصل في عام 1933 من الإدارة الاقتصادية وعين كمشرف على معتقل سيبريا. وكان هذا تخفيضاً واضحاً لرتبته؛ كان أباكوموف زير نساء؛ كما اعتبره رئيسه م. ب. شريدير، شخصاً غير لائق ليكون عضواً في هيئة الطوارئ الروسية لمكافحة الثورة المضادة والتخريب.

## ارتفاع رتبه فيالمفوضية الشعبية للشؤون الداخلية
بدأ أباكوموف عمله في القطاع الأول من قسم الاقتصاد التابع للمديرية الرئيسية لأمن الدولة في المفوضية الشعبية للشؤون الداخلية، بعد إعادة تنظيم جهاز الأمن في عام 1934، (ضم الإدارة السياسية المشتركة للدولة إلى المفوضية الشعبية للشؤون الداخلية لتشكيل المديرية الرئيسية لأمن الدولة).
لاحقاً في 1 أغسطس من عام 1934، نُقل إلى المديرية العامة للمعسكرات والمستعمرات العمالية، حيث خدم فيها بشكل رئيسي كضابط في القسم الثالث من قسم الأمن في معتقل سيبيريا التابع للمفوضية الشعبية للشؤون الداخلية حتى عام 1937. نُقل أباكوموف في أبريل من عام 1937، إلى القسم الرابع من المديرية الرئيسية لأمن الدولة التابع للمفوضية الشعبية للشؤون الداخلية، حيث خدم هناك حتى مارس من عام 1938.
أصبح أباكوموف بعد إعادة التنظيم التالي لهيكل المفوضية الشعبية للشؤون الداخلية في مارس من عام 1938مساعداً لرئيس القسم الرابع في المديرية الأولى للمفوضية، ثم نفذ مهام مساعد لبيوتر فيدوتوف -رئيس القسم الثاني (القسم السياسي السري) في المديرية الرئيسية لأمن الدولة - من 29 سبتمبر حتّى 1 نوفمبر 1938.
لاحقاً، ترأس أحد القطاعات في القسم الثاني في المديرية الرئيسية لأمن الدولة التابعة للمفوضية حتى نهاية عام 1938. نجا أباكوموف من التطهير الكبير من خلال المشاركة فيه، حيث نفّذ كل أمر من دون أي اعتراض، منقذاً نفسه من مواجهة فرقة إعدام خاصة به. نُقل أباكوموف قرب نهاية ديسمبر من عام 1938 من موسكو إلى روستوف على نهر الدون، حيث سرعان ما أصبح رئيس المفوضية الشعبية للشؤون الداخلية في الاتحاد السوفيتي في روستوف أوبلاست (رئيس مكتب المفوضية الشعبية للشؤون الداخلية المحلي).

## نشاطه في الحرب العالمية الثانية
عاد أباكوموف إلى مقر موسكو في 12 فبراير من عام 1941 كرائد كبير لأمن الدولة، وأصبح أحد نواب لافرينتي بيريا- الذي كان مفوض الشعب للشؤون الداخلية (رئيس المفوضية الشعبية للشؤون الداخلية)- بعد إعادة تنظيم وإنشاء مفوضية الشعب لأمن الدولة الجديدة. في 19 يوليو من عام 1941، أصبح أباكوف رئيس القسم الخاص التابع للمفوضية الشعبية للشؤون الداخلية الذي كان مسؤولاً عن مكافحة التجسس والأمن الداخلي في الجيش الأحمر.
خلال عمله في هذا المنصب، وبعد هجوم ألمانيا النازية على الاتحاد السوفيتي والهزائم التي واجهها الجيش الأحمر، قاد أباكولوف عمليات تطهير لقادة الجيش الأحمر المتهمين بالخيانة والجبن، بناءً على أمر ستالين. أصبح أباكوموف في الفترة الممتدة بين 19 أبريل و20 مايو من عام 1943 أحد نواب ستالين.

## وزير أمن الدولة
عين ستالين في عام 1946أباكوموف وزيراً لأمن الدولة. على الرغم من أن الوزارة كانت تحت الإشراف العام لبيريا، إلا أن ستالين أمل بالحد من سلطة لافرينتي بيريا. وبمنصبه هذا، كان أباكوموف مسؤولاً عن عملية التطهير التي تمت في عام 1949 والمعروفة باسم «قضية لينينغراد»، والتي أُعدم فيها عضوَي المكتب السياسي نيكولاي فوزنيسكي وأليكسي كوزنتسوف.
كما نفذ المراحل المبكرة من الحملة المعادية للسامية التي أمر بها ستالين، كرد فعل على إنشاء دولة إسرائيل، حيث تضمنت هذه الحملة اعتقال وتعذيب العديد من اليهود البارزين، بمن فيهم البلشفي العريق سليمان لوزوفسكي. عند إلقاء القبض على العالمة البارزة لينا ستيرن وإحضارها إلى أباكوموف، صرخ عليها متهماً إياها بأنها صهيونية متآمرة لتحويل شبه جزيرة القرم إلى دولة يهودية منفصلة؛ وعندما أنكرت هذه التهمة، صاح قائلاً: «لماذا أيتها العاهرة العجوز!»، فأجابت ستيرن: «إذاً هكذا يتحدث الوزير مع الأكاديمي».

## الاعتقال والإعدام
في يونيو من عام 1951، كتب نائب أباكوموف ميخائيل ريومين إلى ستالين، زاعماً أن أباكوموف لم يفعل ما يكفي لتلفيق قضية ضد اليهود؛ حيث كانت مؤامرة الأطباء من بنات أفكار ريومين.
أُلقي القبض على أباكوموف مع العديد من كبار ضباط الشرطة المحلية؛ ثم استعاد بيريا السيطرة على الشرطة بعد وفاة ستالين في مارس من عام 1953، واعتقل ريومين. ولكن أُلقي القبض على بيريا وريومين لاحقاً وأُعدما بالرصاص؛ ومع ذلك، ظل أباكوموف ورفاقه في السجن.
قُدم أباكوموف وخمسة آخرون من رفاقه إلى محاكمة استمرت ستة أيام في ديسمبر من عام 1954، بتهمة تزوير «قضية لينينغراد». حُكم على أباكوموف وثلاثة نواب سابقين في وزارة أمن الدولة ممن حقّقوا في القضايا المهمة خصوصًا بالإعدام، وأُعدموا بالرصاص بعد انتهاء المحاكمة في 19 ديسمبر من نفس العام.

## في الأدب والأفلام
تم تصوير أباكوموف في رواية «ذا فيرست سيركل» للكاتب ألكسندر سولجنيتسين، على أنه خادم محتال لا يثق به ستالين بشكل كلي. في فيلم عام 1992 السينمائي المقتبس من الكتاب، مثّل كريستوفر بلامر دور أباكوموف؛ وفي المسلسل الروسي القصير (2006)، قام روماني ماديانوف بهذا الدور. هناك صورة خيالية أخرى له، تظهر في رواية «دست آند آشز» للكاتب أناتولي ريباكوف.